# Limerick GAA
Il Limerick County Board, più conosciuto come Limerick GAA, è uno dei 32 county board irlandesi responsabile della promozione degli sport gaelici nella contea di Limerick e dell'organizzazione dei match della propria rappresentativa (Limerick GAA è usato anche per indicare le franchige degli sport gaelici della contea) con altre contee.

## Hurling

### Storia recente
Nel 2007 Limerick ha disputato per la prima volta dopo molto tempo la finale provinciale, nel Munster Senior Hurling Championship contro Tipperary uscendo vincitrice dopo il replay e per 0-22; 2-13. Perse però la finale dell'8 luglio a Thurles contro Waterford. Lo stesso anno, dopo avere battuto Clare nei quarti dell'All-Ireland Senior Hurling Championship, giunse in semifinale sempre contro Waterford, ma il risultato cambiò: Limerick si impose per 5-11; 1-15 accedendo alla finale. Qui però fu battuta dalla più quotata Kilkenny per 2-19; 1-15.
Nel 2008 la squadra fu subito eliminata nel torneo provinciale da Clare, che si impose per 4-12; 1-16 e fu anche estromessa dall'All-Ireland in seguito ad una schiacciante sconfitta subita nel ripescaggio da Offaly per 3-19; 0-18.
Nel 2009 dopo avere per contro Waterford nel primo turno del Munster Championship, dopo un replay, sconfissero di seguito Wexford, Laois e Dublino giungendo alle semifinali nazionali dove furono letteralmente annientati da Tipperary che ebbe la meglio per 22 punti.

### Titoli
All Ireland Championships:
- All-Ireland Senior Hurling Championship (10): 1897, 1918, 1921, 1934, 1936, 1940, 1973, 2018, 2020, 2021
- All-Ireland Junior Hurling Championship (4): 1935, 1941, 1954, 1957
- All-Ireland Intermediate Hurling Championship (1): 1998
- All-Ireland Minor Hurling Championship (3): 1940, 1958, 1984
- All-Ireland Under-21 Hurling Championship (6): 1987, 2000, 2001, 2002, 2015, 2017
- All-Ireland Vocational Schools Championship (1): 1961 (Limerick City)
- Fr. C.F O'Reilly Cup (Poc Fada) (8): 1899, 1900, 1935, 1942, 1941, 1962, 1963, 1964

Munster Championships:
- Munster Senior Hurling Championship (22): 1897, 1910–11, 1918, 1921, 1923, 1933–36,1940, 1955, 1973–74, 1980–81, 1994, 1996, 2013, 2019, 2020, 2021
- Munster Intermediate Hurling Championship (3): 1968, 1998, 2008
- Munster Junior Hurling Championship (10): 1927, 1935, 1939, 1941, 1946, 1948, 1952, 1954, 1957, 1986.
- Munster Under-21 Hurling Championship (5): 1986-87, 2000-01-02
- Munster Minor Hurling Championship (5): 1940, 1958, 1963, 1965, 1984
- Waterford Crystal Cup (1): 2006

Altre competizioni:
- National Hurling League (13): 1933–34, 1934–35, 1935–36, 1936–37, 1937–38, 1946–47, 1970–71, 1983–84, 1984–85, 1991–92, 1997, 2019, 2020

## Calcio gaelico
Limerick fu la prima squadra a conquistare l'All-Ireland Senior Football Championship, nel 1887. L'ultima vittoria in tale torneo risale al lontano 1896.

### Titoli
- All-Ireland Senior Football Championship (2): 1887, 1896
- Munster Junior Football Championship (4): 1916, 1929, 1939, 1950
- Munster Under-21 Football Championship (1): 2000
- Munster Minor Football Championship (1): 1956
- McGrath Cup (5) : 1985, 1987, 2001, 2004, 2005
- Dr. Croke Cup (1): 1897
- National Football League Div 4: 2010